# Halictophagus

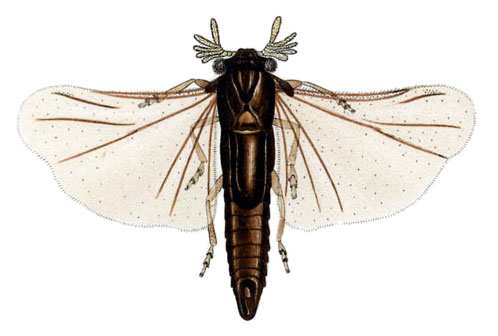
Halictophagus australensis

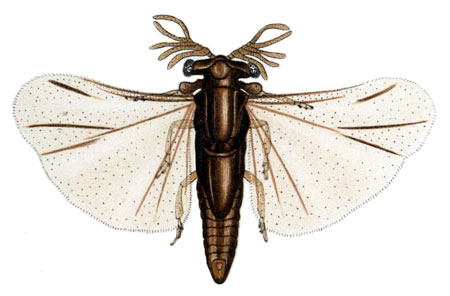
Halictophagus barberi

Halictophagus – rodzaj owadów wachlarzoskrzydłych z rodziny Halictophagidae. Należy tu ponad siedemdziesiąt gatunków. Na terenie Polski wykazano Halictophagus agalliae.
Gatunki:
- Halictophagus abdominalis Kathirithamby, 1993
- Halictophagus acutus Bohart, 1943
- Halictophagus agalliae Abdul-Nonr, 1970
- Halictophagus americanus Perkins, 1905
- Halictophagus ancylophallus Kifune & Hirashima, 1989
- Halictophagus angustipes Kifune & Hirashima 1989
- Halictophagus antennalis Kathirithamby, 1993
- Halictophagus australensis Perkins, 1905
- Halictophagus barberi (Pierce, 1908)
- Halictophagus besucheti Luna de Carvalho, 1978
- Halictophagus bidentatus Bohart, 1941
- Halictophagus bipunctatus Yang 1955
- Halictophagus calcaratus Pasteels, 1958
- Halictophagus callosus Bohart, 1943
- Halictophagus chantaneeae Kifune & Hirashima, 1983
- Halictophagus chinensis
- Halictophagus chilensis Hofmann & Hofmann, 1965
- Halictophagus cladoceras
- Halictophagus compactus
- Halictophagus curtisi Dale
- Halictophagus desantisi
- Halictophagus elongatus
- Halictophagus endrodyi Luna de Carvalho 1973
- Halictophagus eurycephalus
- Halictophagus forthoodensis Kathirithamby & Taylor, 2005
- Halictophagus fulmeki
- Halictophagus ghanensis Luna de Carvalho, 1973
- Halictophagus gressitti
- Halictophagus griveaudi
- Halictophagus haydari Abdul-Nour, 1985
- Halictophagus henriquei Luna de Carvalho, 1972
- Halictophagus hirashimai Kathirithamby, 1993
- Halictophagus indicus
- Halictophagus insularum (Pierce, 1908)
- Halictophagus iriomotensis Hirashima & Kifune, 1978
- Halictophagus irwini
- Halictophagus jacobsoni
- Halictophagus javanensis
- Halictophagus jordani (Pierce, 1952)
- Halictophagus kinzelbachi
- Halictophagus kuehnelti
- Halictophagus languedoci Abdul-Nour, 1969
- Halictophagus lappidae Cliveira & Kogan, 1960
- Halictophagus longipenis Kifune, 1981
- Halictophagus lopesi Oliveira & Kogan, 1959
- Halictophagus mackayi (Bohart, 1937)
- Halictophagus macrostelesi Abdul-Nour, 2001
- Halictophagus malayanus
- Halictophagus membraciphaga
- Halictophagus minimus Kifune & Hirashima, 1983
- Halictophagus minutus Kathirithamby, 1992
- Halictophagus moorookensis Kathirithamby, 1992
- Halictophagus naulti Kathirithamby & Moya-Raygoza, 2000
- Halictophagus omani Bohart, 1943
- Halictophagus oncometopiae (Pierce, 1918)
- Halictophagus orientalis
- Halictophagus palmi
- Halictophagus phaeodes
- Halictophagus philaroniae Bohart, 1946
- Halictophagus radiatus
- Halictophagus bevipenis
- Halictophagus samoanus Kifune & Hirashima, 1989
- Halictophagus sararwakensis Kathirithamby, 1993
- Halictophagus scheveni
- Halictophagus schwarzi Perkins
- Halictophagus silwoodensis Waloff, 1981
- Halictophagus stellatus
- Halictophagus stenocrani Kifune, 1986
- Halictophagus tenebrosus Chaudhuri, Ghosh & Das Gupta, 1983
- Halictophagus thaiae Yang, 1999
- Halictophagus thoracicus Kifune & Hirashima 1989
- Halictophagus tryoni (Perkins 1905)
- Halictophagus uhleri (Pierce, 1909)
- Halictophagus yaeyamanus Kifune & Hirashima, 1984